# Rotary
Rotary – польський рок гурт, створений в 1996 році у  Вроцлаві.

## Історія
Гурт був заснований на піку популярності брітпопом в Польщі, в той самий час популярність здобули гурти Myslovitz та Lizar, з якими гурт часто порівнювали.
Назва гурту походить від  пристрою „rotary speaker” (динамік, що крутится), що видає спечифічну гру гітар, якою характеризується музика гурту.
Rotary дебютував в 1996 році синглом „Satelita”, до якого було знято найдорожчий польський кліп того часу.
В музичній сфері гурт характеризується терміном „артист одного хіту” завдячуюючи хітові „Na jednej z dzikich plaż”, який разом з синглом „Satelita” увійшов у їхній дебютний альбом Rotary. Пісня визнана найвідомішою піснею гурту.
Музичний гурт завершив свою діяльність в 1998 році, але через десять років відродився знову. У 2012 році Каміль Мікула разом із Ґжеґожем Поровським знову розпочали діяльність гурту, створюючи одночасно музичний гурт Loka.

## Дискографія
| Рік  | Назва                                                            |
| ---- | ---------------------------------------------------------------- |
| 1996 | Rotary - Виданий: 6 травня 1996 - Компанія: PolyGram             |
| 1998 | Retronova - Виданий: 16 березня 1998 - Компанія: PolyGram        |
| 2009 | Roboty i romantycy - Виданий: 5 червня 2009 - Компанія: My Music |

| Рік                                             | Назва                                     | Місце в хіт-параді | Місце в хіт-параді | Місце в хіт-параді |
| Рік                                             | Назва                                     | LP3                | SLiP               | WiR                |
| ----------------------------------------------- | ----------------------------------------- | ------------------ | ------------------ | ------------------ |
| 1996                                            | „Satelita”                                | —                  | 5                  | —                  |
| 1996                                            | „Na jednej z dzikich plaż”                | 18                 | 2                  | —                  |
| 1996                                            | „Podchodzisz więc przytulam Cię”          | —                  | 34                 | —                  |
| 1998                                            | „Opowieść (zapisana na barowej serwetce)” | —                  | —                  | 11                 |
| 1999                                            | „Dzieci śpiące w naszych ciałach”         | —                  | —                  | —                  |
| 2009                                            | „Pomyśl o mnie jeden raz”                 | —                  | —                  | —                  |
| „—” означає, що сингл не потрапляв в хіт-парад. |                                           |                    |                    |                    |